# Isländischer Fußballpokal der Männer

Logo des isländischen Fußballverbandes Knattspyrnusamband Íslands (KSÍ)

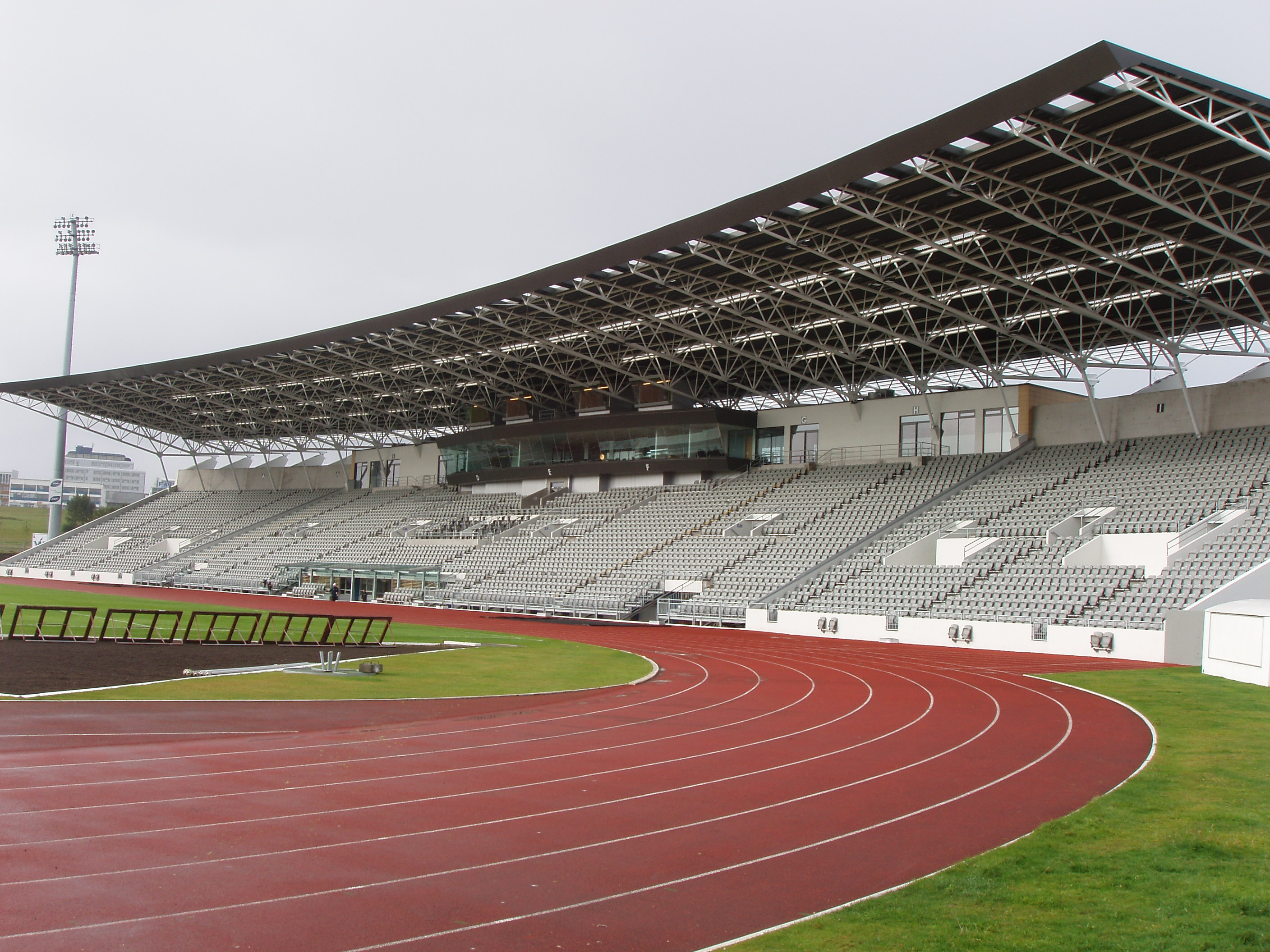
Austragungsort des Pokalfinales: Das isländische Nationalstadion Laugardalsvöllur

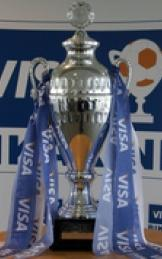
Der isländische Fußballpokal der Männer

Der Bikar Karla (deutsch Pokalwettbewerb der Männer) ist der Pokalwettbewerb für isländische Männerfußball-Vereinsmannschaften, der seit 1960 ausgetragen wird. Seit 1986 richtet sich die offizielle Bezeichnung nach dem Sponsor; seit 2018 ist dies die Molkerei Mjólkursamsalan und die Bezeichnung lautet Mjólkurbikar Karla (Milchpokal der Männer). Der Gewinner des Finales qualifizierten sich bis 2020 automatisch für die Teilnahme an der UEFA Europa League, seit 2021 für die UEFA Conference League. Das Pokalfinale findet seit 1973 im isländischen Nationalstadion Laugardalsvöllur in der Hauptstadt Reykjavík statt.
Aktueller Titelträger (2024) ist KA Akureyri. Rekordsieger ist mit 14 Titeln KR Reykjavík.

## Die Endspiele im Überblick
| Saison | Sieger                                                          | Ergebnis                                                        | Finalist                                                        |
| ------ | --------------------------------------------------------------- | --------------------------------------------------------------- | --------------------------------------------------------------- |
| 1960   | KR Reykjavík                                                    | 2:0                                                             | Fram Reykjavík                                                  |
| 1961   | KR Reykjavík                                                    | 4:3                                                             | ÍA Akranes                                                      |
| 1962   | KR Reykjavík                                                    | 3:0                                                             | Fram Reykjavík                                                  |
| 1963   | KR Reykjavík                                                    | 4:1                                                             | ÍA Akranes                                                      |
| 1964   | KR Reykjavík                                                    | 4:0                                                             | ÍA Akranes                                                      |
| 1965   | Valur Reykjavík                                                 | 5:3                                                             | ÍA Akranes                                                      |
| 1966   | KR Reykjavík                                                    | 1:0                                                             | Valur Reykjavík                                                 |
| 1967   | KR Reykjavík                                                    | 3:0                                                             | Víkingur Reykjavík                                              |
| 1968   | ÍBV Vestmannaeyjar                                              | 2:1                                                             | KR Reykjavík B                                                  |
| 1969   | ÍBA Akureyri                                                    | 1:1; 3:2 (WS)                                                   | ÍA Akranes                                                      |
| 1970   | Fram Reykjavík                                                  | 2:1                                                             | ÍBV Vestmannaeyjar                                              |
| 1971   | Víkingur Reykjavík                                              | 1:0                                                             | Breiðablik Kópavogur                                            |
| 1972   | ÍBV Vestmannaeyjar                                              | 2:0                                                             | FH Hafnarfjörður                                                |
| 1973   | Fram Reykjavík                                                  | 2:1                                                             | ÍB Keflavík                                                     |
| 1974   | Valur Reykjavík                                                 | 4:1                                                             | ÍA Akranes                                                      |
| 1975   | ÍB Keflavík                                                     | 1:0                                                             | ÍA Akranes                                                      |
| 1976   | Valur Reykjavík                                                 | 3:0                                                             | ÍA Akranes                                                      |
| 1977   | Valur Reykjavík                                                 | 2:1                                                             | Fram Reykjavík                                                  |
| 1978   | ÍA Akranes                                                      | 1:0                                                             | Valur Reykjavík                                                 |
| 1979   | Fram Reykjavík                                                  | 1:0                                                             | Valur Reykjavík                                                 |
| 1980   | Fram Reykjavík                                                  | 2:1                                                             | ÍBV Vestmannaeyjar                                              |
| 1981   | ÍBV Vestmannaeyjar                                              | 3:2                                                             | Fram Reykjavík                                                  |
| 1982   | ÍA Akranes                                                      | 2:1                                                             | ÍB Keflavík                                                     |
| 1983   | ÍA Akranes                                                      | 2:1 n. V.                                                       | ÍBV Vestmannaeyjar                                              |
| 1984   | ÍA Akranes                                                      | 2:1                                                             | Fram Reykjavík                                                  |
| 1985   | Fram Reykjavík                                                  | 3:1                                                             | ÍB Keflavík                                                     |
| 1986   | ÍA Akranes                                                      | 2:1                                                             | Fram Reykjavík                                                  |
| 1987   | Fram Reykjavík                                                  | 5:0                                                             | Víðir Garði                                                     |
| 1988   | Valur Reykjavík                                                 | 1:0                                                             | ÍB Keflavík                                                     |
| 1989   | Fram Reykjavík                                                  | 3:1                                                             | KR Reykjavík                                                    |
| 1990   | Valur Reykjavík                                                 | 1:1; 0:0 n. V., 5:4 i. E. (WS)                                  | KR Reykjavík                                                    |
| 1991   | Valur Reykjavík                                                 | 1:1; 1:0 (WS)                                                   | FH Hafnarfjörður                                                |
| 1992   | Valur Reykjavík                                                 | 5:2 n. V.                                                       | KA Akureyri                                                     |
| 1993   | ÍA Akranes                                                      | 2:1                                                             | ÍB Keflavík                                                     |
| 1994   | KR Reykjavík                                                    | 2:0                                                             | UMF Grindavík                                                   |
| 1995   | KR Reykjavík                                                    | 2:1                                                             | Fram Reykjavík                                                  |
| 1996   | ÍA Akranes                                                      | 2:1                                                             | ÍBV Vestmannaeyjar                                              |
| 1997   | Keflavík ÍF                                                     | 1:1; 0:0 n. V., 5:4 i. E. (WS)                                  | ÍBV Vestmannaeyjar                                              |
| 1998   | ÍBV Vestmannaeyjar                                              | 2:0                                                             | Leiftur Ólafsfjörður                                            |
| 1999   | KR Reykjavík                                                    | 3:1                                                             | ÍA Akranes                                                      |
| 2000   | ÍA Akranes                                                      | 2:1                                                             | ÍBV Vestmannaeyjar                                              |
| 2001   | Fylkir Reykjavík                                                | 2:2 n. V., 5:4 i. E.                                            | KA Akureyri                                                     |
| 2002   | Fylkir Reykjavík                                                | 3:1                                                             | Fram Reykjavík                                                  |
| 2003   | ÍA Akranes                                                      | 1:0                                                             | FH Hafnarfjörður                                                |
| 2004   | Keflavík ÍF                                                     | 3:0                                                             | KA Akureyri                                                     |
| 2005   | Valur Reykjavík                                                 | 1:0                                                             | Fram Reykjavík                                                  |
| 2006   | Keflavík ÍF                                                     | 2:0                                                             | KR Reykjavík                                                    |
| 2007   | FH Hafnarfjörður                                                | 2:1 n. V.                                                       | Fjölnir Reykjavík                                               |
| 2008   | KR Reykjavík                                                    | 1:0                                                             | Fjölnir Reykjavík                                               |
| 2009   | Breiðablik Kópavogur                                            | 2:2 n. V., 5:4 i. E.                                            | Fram Reykjavík                                                  |
| 2010   | FH Hafnarfjörður                                                | 4:0                                                             | KR Reykjavík                                                    |
| 2011   | KR Reykjavík                                                    | 2:0                                                             | Þór Akureyri                                                    |
| 2012   | KR Reykjavík                                                    | 2:1                                                             | UMF Stjarnan                                                    |
| 2013   | Fram Reykjavík                                                  | 3:3 n. V., 3:1 i. E.                                            | UMF Stjarnan                                                    |
| 2014   | KR Reykjavík                                                    | 2:1                                                             | Keflavík ÍF                                                     |
| 2015   | Valur Reykjavík                                                 | 2:0                                                             | KR Reykjavík                                                    |
| 2016   | Valur Reykjavík                                                 | 2:0                                                             | ÍBV Vestmannaeyjar                                              |
| 2017   | ÍBV Vestmannaeyjar                                              | 1:0                                                             | FH Hafnarfjörður                                                |
| 2018   | UMF Stjarnan                                                    | 0:0 n. V., 4:1 i. E.                                            | Breiðablik Kópavogur                                            |
| 2019   | Víkingur Reykjavík                                              | 1:0                                                             | FH Hafnarfjörður                                                |
| 2020   | aufgrund der Corona-Pandemie nach dem Viertelfinale abgebrochen | aufgrund der Corona-Pandemie nach dem Viertelfinale abgebrochen | aufgrund der Corona-Pandemie nach dem Viertelfinale abgebrochen |
| 2021   | Víkingur Reykjavík                                              | 3:0                                                             | ÍA Akranes                                                      |
| 2022   | Víkingur Reykjavík                                              | 3:2 (2:2, 1:1) n. V.                                            | FH Hafnarfjörður                                                |
| 2023   | Víkingur Reykjavík                                              | 3:1                                                             | KA Akureyri                                                     |
| 2024   | KA Akureyri                                                     | 2:0                                                             | Víkingur Reykjavík                                              |

(WS) = Wiederholungsspiel

### Rangliste der Sieger
| Klub               | Titel | Jahr(e)                                                                            |
| ------------------ | ----- | ---------------------------------------------------------------------------------- |
| KR Reykjavík       | 14    | 1960, 1961, 1962, 1963, 1964, 1966, 1967, 1994, 1995, 1999, 2008, 2011, 2012, 2014 |
| Valur Reykjavík    | 11    | 1965, 1974, 1976, 1977, 1988, 1990, 1991, 1992, 2005, 2015, 2016                   |
| ÍA Akranes         | 9     | 1978, 1982, 1983, 1984, 1986, 1993, 1996, 2000, 2003                               |
| Fram Reykjavík     | 8     | 1970, 1973, 1979, 1980, 1985, 1987, 1989, 2013                                     |
| ÍBV Vestmannaeyjar | 5     | 1968, 1972, 1981, 1998, 2017                                                       |
| Víkingur Reykjavík | 5     | 1971, 2019, 2021, 2022, 2023                                                       |
| Keflavík ÍF        | 4     | 1975, 1997, 2004, 2006                                                             |
| Fylkir Reykjavík   | 2     | 2001, 2002                                                                         |
| FH Hafnarfjörður   | 2     | 2007, 2010                                                                         |
| ÍBA Akureyri       | 2     | 1969, 2024                                                                         |
| Breiðablik         | 1     | 2009                                                                               |
| UMF Stjarnan       | 1     | 2018                                                                               |

## Sponsoren
Seit 1986 wird der Pokal durch Sponsoren benannt.
| Jahr      | Bezeichnung           |
| --------- | --------------------- |
| 1960–1985 | Bikarkeppni karla     |
| 1986–1996 | Mjólkurbikar karla    |
| 1997–2002 | Coca-Cola bikar karla |
| 2003–2010 | VISA-bikar karla      |
| 2011      | Valitor-bikar karla   |
| 2012–2017 | Borgunarbikar karla   |
| 2018–     | Mjólkurbikar karla    |